# Valle del Zalabí
Valle del Zalabí és un municipi de la província de Granada, amb una superfície de 108,36 km², una població de 2326 habitants (2005) i una densitat de població de 21,71 hab/km². Està format pels nuclis d'Alcudia de Guadix, Exfiliana i Charches.